# Oberrüti
Oberrüti is een gemeente en plaats in het Zwitserse kanton Aargau en maakt deel uit van het district Muri.
Oberrüti telt 1.415 inwoners.